# DeFNder

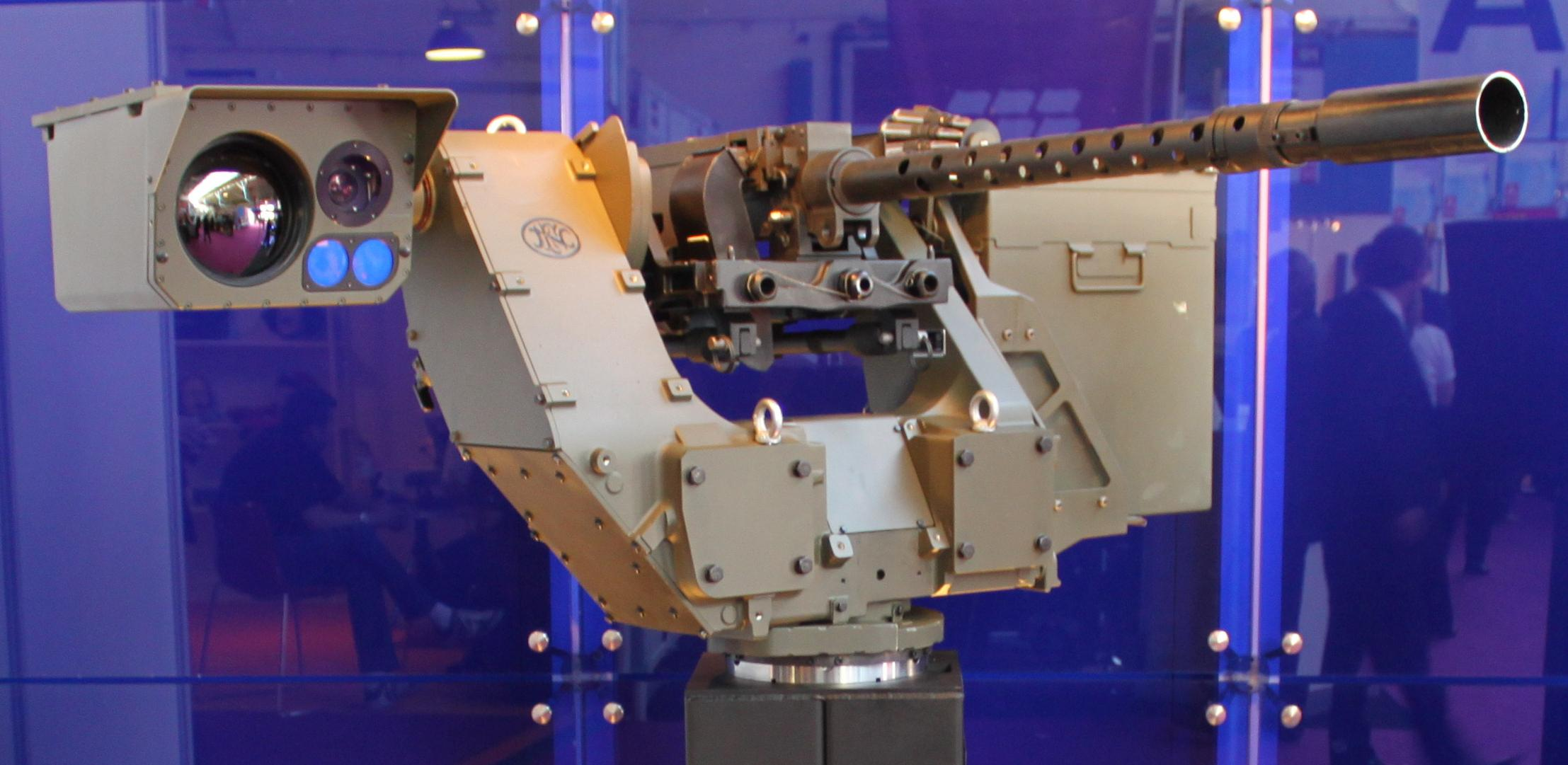
DeFNder 12,7 mm-es géppuskával

A deFNder egy távirányított fegyverrendszer (RCWS), melyet a belgiumi FN Herstal vállalat fejleszt és gyárt. Az elsősorban géppuskáiról ismert fegyvergyártó rendszere kétféle változatban készül: Light vagyis könnyű, illetve Medium vagyis közepes verziók kerültek kifejlesztésre. Előbbi 7,62 mm-es MAG, illetve 5,56 mm-es Minimi géppuskákhoz készült, utóbbi pedig a 12,7 mm-es M2, illetve M3 nehéz géppuskákat is képes alkalmazni. A Medium változat hajók számára kialakított modifikációja Sea deFNder néven ismert.
|                                           | deFNder Light | deFNder Medium |
| Fegyverzet                                | - FN Minimi / M249 - FN MAG / M240 | - FN MAG - FN M2HB-QCB - FN M3R |
| Vízszintes irányzás korlátai és sebessége | 360°; 90°/s | 360°; 90°/s |
| Függőleges irányzás korlátai és sebessége | -60°; +80°; 90°/s | -40°; +70°; 60°/s |
| Magasság                                  | < 530 mm | < 630 mm |
| Tömeg                                     | kb. 100 kg (lőszerrel) | kb. 200 kg (lőszerrel) |
| Lőszerkészlet                             | 250 vagy 600 db 7,62 mm NATO | 300 db 12,7 mm NATO 600 db 7,62 mm NATO |
| Jellemzők                                 | - Nappali és éjszakai kamerarendszer és lézertávmérő - Teljesen stabilizált - Automatikus célkövetés és képstabilizáció - Automatikus ballisztikai számítás (előretartás) - Lövésszámláló és fix sorozat beállításának lehetősége - Összekapcsolható más rendszerekkel, érzékelőkkel, BMS-sel - Manuális tüzelés lehetősége tartalék megoldásként - Páncélozott kialakítás ("Ballistic protection") - Gyűjti a lőszerhüvelyeket és hevedertagokat - Ködgránátvetőkkel is felszerelhető - Öntesztelő rendszer ("Built-in test") - "Az egyetlen rendszer ami hivatalosan kvalifikálva van a FN géppuskáihoz" - "Az egyetlen rendszer ami kezelni képes a M3R géppuska nagy tűzsebességét." (1100 lövés/ perc) | - Nappali és éjszakai kamerarendszer és lézertávmérő - Teljesen stabilizált - Automatikus célkövetés és képstabilizáció - Automatikus ballisztikai számítás (előretartás) - Lövésszámláló és fix sorozat beállításának lehetősége - Összekapcsolható más rendszerekkel, érzékelőkkel, BMS-sel - Manuális tüzelés lehetősége tartalék megoldásként - Páncélozott kialakítás ("Ballistic protection") - Gyűjti a lőszerhüvelyeket és hevedertagokat - Ködgránátvetőkkel is felszerelhető - Öntesztelő rendszer ("Built-in test") - "Az egyetlen rendszer ami hivatalosan kvalifikálva van a FN géppuskáihoz" - "Az egyetlen rendszer ami kezelni képes a M3R géppuska nagy tűzsebességét." (1100 lövés/ perc) |

A deFNder fegyverrendszer különféle változatai rendszerben állnak a francia, belga, holland és észt haderők különféle harcjárművein és hadihajóin.
A Magyar Honvédség Leopard 2A7HU, WiSENT 2 és  BPz3 "Büffel"  harckocsijai is deFNder fegyverrendszerrel lesznek felszerelve.
A DeFNder -40 fokos kiemelkedő irányzási korlátja Leopard 2A7 magasságával számolva azt jelenti, hogy a magyar harckocsik  4,4 méterre lévő célokat is lőhetnek a géppuskájukkal. Ez városi harcban rendkívül előnyös lehet.